# Albert Pettersson
No confondre amb el seu compatriota Erik Pettersson, nascut el 1890.
Erik Albert Pettersson (Örebro, 5 de maig de 1885 – Estocolm, 8 de març de 1960) fou un aixecador suec que va competir a començaments del segle xx.
El 1920 va prendre part en els Jocs Olímpics d'Anvers, on disputà la prova del pes mitjà, per a aixecadors amb un pes inferior a 75 kg, del programa d'halterofília. En ella guanyà la medalla de bronze amb un pes total de 235,0 kg alçats. Anteriorment, el 1909, havia guanyat la medalla de bronze en la categoria del pes lleuger del campionat d'Europa d'halterofília.